# Aichi E13A
De Aichi E13A (Japans: 零式水上偵察機, rei-shiki suijō teisatsuki) (Geallieerde codenaam Jake) was een watervliegtuig van de Japanse Keizerlijke Marineluchtmacht tijdens de Tweede Wereldoorlog. Dit type watervliegtuig had twee grote, lange dubbele drijvers, waarmee het vliegtuig op het water kon landen en opstijgen. In tegenstelling tot sommige andere Japanse of Amerikaanse watervliegtuigen kon dit toestel niet op het land landen of opstijgen, zoals onder andere de Aichi H9A of de Consolidated PBY Catalina.
De Aichi E13A, met de Amerikaanse codenaam (Jake) voerde haar taken, om zo te zeggen, anoniem uit. Maar ze was doeltreffend en zeer populair bij de Japanse bemanning. Ze opereerde vooral bij Tulagi en de andere bezette eilanden in de Stille Oceaan. Het vliegtuig was iets langzamer in snelheid, door de onderhangende vlotters, dan haar beruchte naamgenoot, Aichi D3A met dezelfde constructiebouw. Ze werd wel gevreesd door de Amerikaanse onderzeeërs. Ze bleef in dienst tijdens de oorlog rond de Grote Oceaan, vanaf 1941 tot het einde van de Tweede Wereldoorlog.
Voor de kust van China opereerde ze vanaf vliegtuigmoederschepen en kruisers. Later werd ze gebruikt als verkenner voor de aanval op Pearl Harbor, en werd ze ingezet in de strijd tegen de U.S. Navy, tijdens de Slag in de Koraalzee en de Slag bij Midway. Ze bleef in dienst tussendoor de conflicten, voor kustpatrouilles, aanvallen tegen vrachtschepen, verbindingsdiensten, officierentransporten, reddingsoperaties en andere missies, zoals met sommige kamikazemissies op het laatst van de oorlog.

## Na de Tweede Wereldoorlog
De laatste exemplaren van dit toestel waren in dienst bij de Franse Marineluchtmacht (Aeronavale), tijdens de Eerste Indochina-oorlog, terwijl andere al voor de oorlog werden ingezet voor operaties door de Naval Air Arm of Royal Thai Navy. Een exemplaar werd opgenomen door de Nieuw-Zeelandse Marine en werden gevlogen door het RNZAF-personeel in hun marinediensten, maar ze zonk doordat ze niet werd hersteld aan haar lekkende drijfvlotters.
Er werden 1418 watervliegtuigen van dit type gebouwd.
Er werden Aichi E13 watervliegtuigwrakken gevonden, die gezonken liggen in de haven van Kavieng op Nieuw-Ierland, Papoea-Nieuw-Guinea.

## Versies
- E13A1: Prototype en eerste productiemodel, later genoemd Mark 11.
- E13A1-K: Oefenversie met dubbele controlepanelen.
- E13A1a: Hertekende drijfvlotters, inbegrepen een radiosamenstelling.
- E13A1a-S: Nachtvlucht-uitvoering.
- E13A1b: Als E13A1a met een lucht-oppervlakte radar.
- E13A1b-S: Nachtvlucht-uitvoering.
- E13A1c: Anti-oppervlakte scheeps-versieteam met twee neerwaartse vuurmonden 20-mm Type 99 Mk 2-kanonnen in uitvoering met bommen of dieptebommen.

### Productie
- Geconstrueerd door Aichi Denki KK, Funakata: 133 stuks
- Geconstrueerd door Watanabe (Kyūshū Hikoki KK, Zasshonokuma): 1237 stuks
- Geconstrueerd door Hiro Naval Arsenal (Dai-Juichi Kaigun Kokusho, Hiro): 48 stuks

### Bewapening
- 1 x 7.7-mm MG snelvuurmachinegeweer (achteraan koepel voor achterste observeerder) Type 92 machinegeweer.
- 1 x 250 kg-bom of 4 x 60 kg-bommen of dieptebommen